# Notoxus bruneorufus
Notoxus bruneorufus es una especie de coleóptero de la familia Anthicidae.

## Distribución geográfica
Habita en la India.